# Brøderbund
Brøderbund var et amerikansk computerspiludvikler der nok bedst er kendt som skaberne bag Prince of Persia. Firmaet blev i 1999 opkøbt af The Learning Company.

## Etymologi
Brøderbund er på engelsk løst oversat til Band of Brothers. Ordet er en blanding af dansk og tysk.